# Llista de topònims del Lloar
Llista de topònims (noms propis de lloc) del municipi del Lloar, al Priorat
Informació actualitzada per un bot. Els canvis manuals es perdran quan s'actualitzi!

## cabana
| imatge | Nom               | Ubicat a | instància de | Detalls                      | coordenades                                                          | Protecció | Commons (més fotos) | Dades a WD                    |
| ------ | ----------------- | -------- | ------------ | ---------------------------- | -------------------------------------------------------------------- | --------- | ------------------- | ----------------------------- |
|        | era de la Joaneta | el Lloar | cabana       | Estat: enderrocat o destruït | 41° 11′ 34″ N, 0° 43′ 59″ E / 41.1926589729901°N,0.73301901349977°E  |           |                     | Modifica les dades a Wikidata |
|        | lo Corralot       | el Lloar | cabana       |                              | 41° 11′ 21″ N, 0° 43′ 45″ E / 41.1890815446993°N,0.729279336580496°E |           |                     | Modifica les dades a Wikidata |

## casa
| imatge | Nom                           | Ubicat a | instància de | Detalls                          | coordenades                                                                       | Protecció                                  | Commons (més fotos)                      | Dades a WD                    |
| ------ | ----------------------------- | -------- | ------------ | -------------------------------- | --------------------------------------------------------------------------------- | ------------------------------------------ | ---------------------------------------- | ----------------------------- |
|        | Cal Trucafort                 | el Lloar | casa         | Estil: arquitectura popular      | 41° 11′ 07″ N, 0° 45′ 04″ E / 41.18529°N,0.75105°E                                | bé integrant del patrimoni cultural català |                                          | Modifica les dades a Wikidata |
|        | cal Pinyol                    | el Lloar | casa         | Estil: arquitectura popular 1865 | 41° 11′ 08″ N, 0° 45′ 05″ E / 41.18552°N,0.75135°E ca:C. Sant Miquel, 14 221 msnm | bé cultural d'interès local                | Cal Pinyol (el Lloar)                    | Modifica les dades a Wikidata |
|        | casa al carrer del Riu, 25    | el Lloar | casa         | Estil: arquitectura popular      | 41° 11′ 06″ N, 0° 45′ 03″ E / 41.18501°N,0.75076°E                                | bé integrant del patrimoni cultural català |                                          | Modifica les dades a Wikidata |
|        | habitatge al carrer Major, 19 | el Lloar | casa         | Estil: arquitectura popular      | 41° 11′ 07″ N, 0° 45′ 05″ E / 41.18516°N,0.75131°E                                | bé integrant del patrimoni cultural català | Habitatge al carrer Major, 19 (el Lloar) | Modifica les dades a Wikidata |

## cova
| imatge | Nom                    | Ubicat a | instància de | Detalls | coordenades                                                          | Protecció | Commons (més fotos) | Dades a WD                    |
| ------ | ---------------------- | -------- | ------------ | ------- | -------------------------------------------------------------------- | --------- | ------------------- | ----------------------------- |
|        | Cova Santa             | el Lloar | cova         |         | 41° 08′ 38″ N, 0° 43′ 52″ E / 41.1439213929976°N,0.731160350344919°E |           |                     | Modifica les dades a Wikidata |
|        | cova de les Orenetes   | el Lloar | cova         |         | 41° 11′ 30″ N, 0° 44′ 15″ E / 41.1916480746973°N,0.737489537745129°E |           |                     | Modifica les dades a Wikidata |
|        | cova del Cap de Cavall | el Lloar | cova         |         | 41° 11′ 29″ N, 0° 44′ 16″ E / 41.1915025531524°N,0.73787610947071°E  |           |                     | Modifica les dades a Wikidata |
|        | cova dels Finestrals   | el Lloar | cova         |         | 41° 11′ 34″ N, 0° 44′ 11″ E / 41.1928601139692°N,0.736374629578435°E |           |                     | Modifica les dades a Wikidata |
|        | la Cova Alta           | el Lloar | cova         |         | 41° 11′ 28″ N, 0° 44′ 02″ E / 41.1910476451964°N,0.73398082282838°E  |           |                     | Modifica les dades a Wikidata |

## font
| imatge | Nom                    | Ubicat a | instància de | Detalls | coordenades                                                          | Protecció | Commons (més fotos) | Dades a WD                    |
| ------ | ---------------------- | -------- | ------------ | ------- | -------------------------------------------------------------------- | --------- | ------------------- | ----------------------------- |
|        | font Boja              | el Lloar | font         |         | 41° 10′ 27″ N, 0° 43′ 15″ E / 41.174197741364°N,0.72072918824878°E   |           |                     | Modifica les dades a Wikidata |
|        | font de Mimfami        | el Lloar | font         |         | 41° 11′ 32″ N, 0° 43′ 30″ E / 41.192293483666°N,0.72487082278572°E   |           |                     | Modifica les dades a Wikidata |
|        | font de la Canya Piula | el Lloar | font         |         | 41° 12′ 03″ N, 0° 44′ 54″ E / 41.200862831804°N,0.74842453311719°E   |           |                     | Modifica les dades a Wikidata |
|        | font de la Llorença    | el Lloar | font         |         | 41° 11′ 37″ N, 0° 44′ 57″ E / 41.1937065279285°N,0.749223517417974°E |           |                     | Modifica les dades a Wikidata |
|        | font del Costa         | el Lloar | font         |         | 41° 12′ 02″ N, 0° 44′ 45″ E / 41.2005237962843°N,0.745948882561854°E |           |                     | Modifica les dades a Wikidata |
|        | font del Roc           | el Lloar | font         |         | 41° 11′ 01″ N, 0° 45′ 09″ E / 41.1835947738724°N,0.75261014008768°E  |           |                     | Modifica les dades a Wikidata |

## forn de calç
| imatge | Nom                                | Ubicat a | instància de | Detalls                     | coordenades | Protecció                                  | Commons (més fotos) | Dades a WD                    |
| ------ | ---------------------------------- | -------- | ------------ | --------------------------- | ----------- | ------------------------------------------ | ------------------- | ----------------------------- |
|        | Forn de calç Barranc dels Tortells | el Lloar | forn de calç | Estil: arquitectura popular |             | bé integrant del patrimoni cultural català |                     | Modifica les dades a Wikidata |
|        | Forn de calç Horts                 | el Lloar | forn de calç | Estil: arquitectura popular |             | bé integrant del patrimoni cultural català |                     | Modifica les dades a Wikidata |
|        | Forn de calç Mas d'en Borràs 1     | el Lloar | forn de calç | Estil: arquitectura popular |             | bé integrant del patrimoni cultural català |                     | Modifica les dades a Wikidata |
|        | Forn de calç Racó dels Mussols     | el Lloar | forn de calç | Estil: arquitectura popular |             | bé integrant del patrimoni cultural català |                     | Modifica les dades a Wikidata |
|        | Forns de calç de l'Era             | el Lloar | forn de calç | Estil: arquitectura popular |             | bé integrant del patrimoni cultural català |                     | Modifica les dades a Wikidata |

## granja
| imatge | Nom                          | Ubicat a | instància de | Detalls | coordenades                                                          | Protecció | Commons (més fotos) | Dades a WD                    |
| ------ | ---------------------------- | -------- | ------------ | ------- | -------------------------------------------------------------------- | --------- | ------------------- | ----------------------------- |
|        | Granges Auberets             | el Lloar | granja       |         | 41° 11′ 07″ N, 0° 44′ 50″ E / 41.1854085853692°N,0.747254447411269°E |           |                     | Modifica les dades a Wikidata |
|        | Granja del Collet de la Font | el Lloar | granja       |         | 41° 11′ 05″ N, 0° 44′ 55″ E / 41.1847882523597°N,0.748694497127739°E |           |                     | Modifica les dades a Wikidata |

## masia
| imatge | Nom                | Ubicat a | instància de | Detalls | coordenades                                                          | Protecció | Commons (més fotos) | Dades a WD                    |
| ------ | ------------------ | -------- | ------------ | ------- | -------------------------------------------------------------------- | --------- | ------------------- | ----------------------------- |
|        | Mas de l'Esquerrer | el Lloar | masia        |         | 41° 11′ 31″ N, 0° 43′ 31″ E / 41.1919215954972°N,0.725317847991095°E |           |                     | Modifica les dades a Wikidata |
|        | Mas de la Joaneta  | el Lloar | masia        |         | 41° 11′ 38″ N, 0° 43′ 54″ E / 41.1938189176327°N,0.731548080053396°E |           |                     | Modifica les dades a Wikidata |
|        | Mas de la Llorença | el Lloar | masia        |         | 41° 11′ 43″ N, 0° 44′ 51″ E / 41.19540278°N,0.747375°E               |           |                     | Modifica les dades a Wikidata |
|        | Mas del Llebreta   | el Lloar | masia        |         | 41° 11′ 27″ N, 0° 43′ 25″ E / 41.1909072942506°N,0.723671746395981°E |           |                     | Modifica les dades a Wikidata |
|        | Mas del Petrus     | el Lloar | masia        |         | 41° 11′ 43″ N, 0° 43′ 56″ E / 41.1951554276992°N,0.732181606432976°E |           |                     | Modifica les dades a Wikidata |
|        | Mas dels Rabosins  | el Lloar | masia        |         | 41° 11′ 02″ N, 0° 43′ 36″ E / 41.184003°N,0.726681°E                 |           |                     | Modifica les dades a Wikidata |
|        | Maset del Merla    | el Lloar | masia        |         | 41° 11′ 40″ N, 0° 45′ 30″ E / 41.1945052488839°N,0.758306299914011°E |           |                     | Modifica les dades a Wikidata |

## molí d'aigua
| imatge | Nom            | Ubicat a | instància de | Detalls                     | coordenades | Protecció                                  | Commons (més fotos) | Dades a WD                    |
| ------ | -------------- | -------- | ------------ | --------------------------- | ----------- | ------------------------------------------ | ------------------- | ----------------------------- |
|        | Molí de Pinyol | el Lloar | molí d'aigua | Estil: arquitectura popular |             | bé integrant del patrimoni cultural català |                     | Modifica les dades a Wikidata |
|        | Molí del Saco  | el Lloar | molí d'aigua | Estil: arquitectura popular |             | bé integrant del patrimoni cultural català |                     | Modifica les dades a Wikidata |

## muntanya
| imatge | Nom                    | Ubicat a          | instància de | Detalls | coordenades                                                         | Protecció | Commons (més fotos) | Dades a WD                    |
| ------ | ---------------------- | ----------------- | ------------ | ------- | ------------------------------------------------------------------- | --------- | ------------------- | ----------------------------- |
|        | Coll Rodó              | el Lloar          | muntanya     |         | 41° 11′ 18″ N, 0° 43′ 36″ E / 41.1883°N,0.726597°E 443.2 msnm       |           |                     | Modifica les dades a Wikidata |
|        | el Tossalet            | el Lloar          | muntanya     |         | 41° 11′ 05″ N, 0° 45′ 14″ E / 41.18468944°N,0.75400833°E 191.3 msnm |           |                     | Modifica les dades a Wikidata |
|        | lo Frare i l'Escolanet | el Molar el Lloar | muntanya     |         | 41° 11′ 21″ N, 0° 44′ 01″ E / 41.1892°N,0.733677°E 432.6 msnm       |           |                     | Modifica les dades a Wikidata |

## Misc
| imatge | Nom                         | Ubicat a          | instància de                                   | Detalls                     | coordenades                                                                                              | Protecció                                  | Commons (més fotos) | Dades a WD                    |
| ------ | --------------------------- | ----------------- | ---------------------------------------------- | --------------------------- | --- | ------------------------------------------ | ------------------- | ----------------------------- |
|        | Arc Moro                    | el Lloar          | arc                                            | Estil: arquitectura gòtica  | 41° 11′ 08″ N, 0° 45′ 04″ E / 41.18548°N,0.75103°E                                                       | bé integrant del patrimoni cultural català | Arc Moro (el Lloar) | Modifica les dades a Wikidata |
|        | Forn d'obra del Pinyol      | el Lloar          | teuleria                                       | Estil: arquitectura popular | | bé integrant del patrimoni cultural català |                     | Modifica les dades a Wikidata |
|        | Sant Miquel del Lloar       | el Lloar          | església                                       | Estil: arquitectura barroca | 41° 11′ 09″ N, 0° 45′ 02″ E / 41.18588°N,0.75063°E                                                       | bé cultural d'interès local                |                     | Modifica les dades a Wikidata |
|        | avenc de la Joaneta         | el Lloar          | avenc                                          |                             | 41° 11′ 33″ N, 0° 43′ 59″ E / 41.1924337165252°N,0.73301486433763°E                                      |                                            |                     | Modifica les dades a Wikidata |
|        | casa consistorial del Lloar | el Lloar          | casa consistorial                              |                             | 41° 11′ 09″ N, 0° 45′ 04″ E / 41.1858228°N,0.7510193°E                                                   |                                            |                     | Modifica les dades a Wikidata |
|        | coll de les Bassetes        | el Lloar          | collada                                        |                             | 41° 11′ 31″ N, 0° 44′ 24″ E / 41.192°N,0.739883°E 299 msnm                                               |                                            |                     | Modifica les dades a Wikidata |
|        | el Lloar                    | el Lloar          | entitat singular de població capital municipal | 100 hab                     | 41° 11′ 09″ N, 0° 45′ 03″ E / 41.18570881°N,0.75074444°E 219 msnm                                        |                                            |                     | Modifica les dades a Wikidata |
|        | la Cresta                   | el Lloar el Molar | serra                                          |                             | 41° 10′ 52″ N, 0° 43′ 55″ E / 41.1812°N,0.731931°E 466.7 msnm                                            |                                            |                     | Modifica les dades a Wikidata |
|        | riu de Montsant             | Priorat           | curs d'aigua                                   | Desemboca: riu de Siurana   | 41° 19′ 19″ N, 0° 51′ 23″ E / 41.321866°N,0.856384°E 41° 10′ 15″ N, 0° 44′ 59″ E / 41.17089°N,0.749689°E |                                            | Riu de Montsant     | Modifica les dades a Wikidata |